# 4562 Poleungkuk
4562 Poleungkuk este un asteroid din centura principală, descoperit pe 21 octombrie 1979.